# Distrikt Circa
Der Distrikt Circa liegt in der Provinz Abancay in der Region Apurímac im zentralen Süden von Peru. Der Distrikt wurde am 21. Juni 1825 gegründet. Er besitzt eine Fläche von 634 km². Beim Zensus 2017 wurden 1952 Einwohner gezählt. Im Jahr 1993 lag die Einwohnerzahl bei 2932, im Jahr 2007 bei 2498. Die Distriktverwaltung befindet sich in der 3120 m hoch gelegenen Ortschaft Circa mit 310 Einwohnern (Stand 2017). Circa liegt 27 km südlich der Provinzhauptstadt Abancay.

## Geographische Lage
Der Distrikt Circa liegt im Andenhochland im Südwesten der Provinz Abancay. Der Río Pachachaca fließt entlang der nordwestlichen Distriktgrenze nach Nordosten. Der Río Silcon (im Oberlauf Río Parco und Río Kesari), rechter Nebenfluss des Río Pachachaca, durchquert den Distrikt, anfangs in nordöstlicher Richtung, später in nördlicher und schließlich in nordwestlicher Richtung.
Der Distrikt Circa grenzt im Westen an den Distrikt Chacoche, im Nordwesten an den Distrikt Pichirhua, im Nordosten an den Distrikt Lambrama, im Südosten an den Distrikt Chuquibambilla (Provinz Grau) sowie im Südwesten an die Distrikte Pachaconas und El Oro (beide in der Provinz Antabamba).